# Zaw Min Tun (General)

Zaw Min Tun während eines Interviews mit Voice of America am 27. März 2023

Zaw Min Tun (birmanisch ဇော်မင်းထွန်း, ausgesprochen zɔ̀ mɪ́ɰ̃ tʰʊ̀ɴ; * in Yenanchaung, Myanmar (Burma)) ist ein General der Streitkräfte von Myanmar. Seit 2021 ist er stellvertretender Informationsminister von Myanmar und Leiter des Presseteams der Militärregierung.

## Leben
Zaw Min Tun leitete das Informationsteam True News der Streitkräfte von Myanmar.
Im Zuge des Militärputsches in Myanmar 2021 wurde er am 5. Februar 2021 zum Leiter des Presseteams des State Administration Council und am 7. Februar 2021 zum stellvertretenden Informationsminister ernannt.
Er bekleidet den Rang eines Generalmajors.

## Kritik
Die burmesische Exilzeitschrift The Irrawaddy titelte über ihn The Master of the Myanmar Junta’s ‘Skyful of Lies’ und beschrieb ihn als Min Aung Hlaings beste Wahl bei der „unbeirrten Verteidigung des Regimes und seiner Gewalt- und Gräueltaten“. Sie berichtete weiter, dass sein Spitzname bei den Burmesen „Zaw Mae Lone“ sei, frei übersetzt „Zaw die Bulldogge“.
Seine oft stundenlangen Pressekonferenzen seien „etwas, das man ertragen muss“ und würden dem birmesischen Spruch „Himmel voller Lügen“ gerecht, Zitat: „Zaw Min Tun has a rare ability to tell lies non-stop for hours, without shame.“ (Zaw Min Tun hat die seltene Fähigkeit, schamlos stundenlang ununterbrochen Lügen zu erzählen.)